# Xianhu
Xianhu (kinesiska: 仙湖镇, 仙湖) är en köping i Kina. Den ligger i den autonoma regionen Guangxi, i den södra delen av landet, omkring 65 kilometer norr om regionhuvudstaden Nanning. Antalet invånare är 32109. Befolkningen består av 15 224 kvinnor och 16 885 män. Barn under 15 år utgör 14,0 %, vuxna 15-64 år 74 %, och äldre över 65 år 11,0 %.
Genomsnittlig årsnederbörd är 1 671 millimeter. Den regnigaste månaden är augusti, med i genomsnitt 281 mm nederbörd, och den torraste är februari, med 32 mm nederbörd.